# The Fat Boys Are Back
The Fat Boys Are Back è il secondo album del gruppo hip hop The Fat Boys, pubblicato nel 1985 e distribuito dalla Sutra Records.

## Recensioni
| Recensione | Giudizio |
| ---------- | -------- |
| AllMusic   | [ 2 ]    |

Alex Henderson per Allmusic dà all'album un voto di tre stelle su cinque. Henderson descrive il secondo lavoro dei Fat Boys come «un LP ancora eccellente, che resiste alla famigerata caduta del secondo anno. [...] Col passare del tempo, i Fat Boys iniziarono a suonare come una caricatura di loro stessi. Ma quando The Fat Boys Are Back uscì nel 1985, erano ancora tra i gruppi più emozionanti nell'hip-hop.»

## Tracce
1. The Fat Boys Are Back (featuring Alyson Williams, Fonda Rae & Michelle Cobbs) – 6:10 (testo: Damon Wimbley, Darren Robinson, Kurtis Blow, Mark Morales)
2. Don't Be Stupid – 5:40 (testo: Blow)
3. Human Beat Box, Pt. 2 – 3:16 (testo: Wimbley, Robinson, Morales)
4. Yes, Yes, Y'All – 5:16 (testo: Wimbley, Robinson, Blow, Morales)
5. Hard Core Reggae – 5:58 (testo: Wimbley, Robinson, Blow, Morales, David Reeves)
6. Pump It Up (featuring Danny Harris, David Reeves, Kurtis Blow & Larry Green Jr.) – 6:25 (testo: Wimbley, Morales, Robinson, Blow, Reeves)
7. Fat Boys Scratch – 5:02 (testo: Wimbley)
8. Rock 'N' Roll – 6:00 (testo: Danny Harris, Wimbley, Robinson, Blow, Morales)

Durata totale: 43:47

## Classifiche

### Classifiche settimanali
| Classifica (1985)         | Posizione massima |
| ------------------------- | ----------------- |
| Stati Uniti               | 65                |
| US Top R&B/Hip-Hop Albums | 11                |